# Liga dos Campeões da CAF de 1972
A Copa Africana dos Campeões Clubes 1972 foi a 8ª edição da competição anual de clubes internacionais de futebol realizada na região da CAF (África). O Hafia FC do Guiné venceu a final, tornando-se campeão da África pela primeira vez e o primeiro time guineense a conquistar o troféu.

## Equipes classificadas
| Associação                     | Equipe                 | Classificação                                                              |
| ------------------------------ | ---------------------- | -------------------------------------------------------------------------- |
| Costa do Marfim                | Africa Sports          | Campeão – Campeonato Marfinense de Futebol                                 |
| Gabão                          | AS Police              | convidado                                                                  |
| Tanzânia                       | Young Africans         | Campeão – Campeonato Tanzaniano de Futebol                                 |
| Madagáscar                     | AS Saint Michel        | Campeão – Campeonato Malgaxe de Futebol                                    |
| República Democrática do Congo | TP Mazembe             | Campeão – Campeonato Nacional de Futebol da República Democrática do Congo |
| Somália                        | Jeenyo United FC       | Campeão – Campeonato Somali de Futebol                                     |
| Sudão                          | Al-Merrikh             | Campeão – Campeonato Sudanês de Futebol                                    |
| Gana                           | Hearts of Oak          | Campeão – Campeonato Ganês de Futebol                                      |
| Egito                          | Ismaily SC             | convidado                                                                  |
| Togo                           | Dynamic Togolais       | Campeão – Campeonato Togolês de Futebol                                    |
| Camarões                       | Aigle Nkongsamba       | Campeão – Campeonato Camaronês de Futebol                                  |
| Quênia                         | AFC Leopards           | Campeão – Campeonato Queniano de Futebol                                   |
| Benim                          | AS Catonou             | Campeão – Campeonato Beninense de Futebol                                  |
| Níger                          | ASFAM                  | Campeão – Campeonato Nigerino de Futebol                                   |
| Guiné                          | Hafia FC               | Campeão – Campeonato Guineano de Futebol                                   |
| República Centro-Africana      | Olympic Real de Bangui | Campeão – Campeonato Centro-Africano de Futebol                            |
| Nigéria                        | Shooting Stars FC      | Campeão – Campeonato Nigeriano de Futebol                                  |
| Mali                           | Djoliba AC             | Campeão – Campeonato Malinês de Futebol                                    |
| Uganda                         | SimbaFC                | Campeão – Campeonato Ugandense de Futebol                                  |
| Camarões                       | Canon SY               | Campeão – Liga dos Campeões da CAF de 1971                                 |
| Senegal                        | ASFA Dakar             | Campeão – Campeonato Senegalês de Futebol                                  |
| Etiópia                        | Saint George           | Campeão – Campeonato Etíope de Futebol                                     |
| Lesoto                         | Majantja FC            | Campeão – Campeonato Lesoto de Futebol                                     |
| Líbia                          | Al-Ahly (Tripoli)      | Campeão – Campeonato Líbio de Futebol                                      |
| Zâmbia                         | Kabwe Warriors         | Campeão – Campeonato Zambiano de Futebol                                   |
| Burquina Fasso                 | ASF Yennenga           | Convidado                                                                  |

## Primeira rodada
| Equipe 1          | Total | Equipe 2               | 1.º jogo | 2.º jogo |
| ----------------- | ----- | ---------------------- | -------- | -------- |
| Aigle Nkongsamba  | 3-2   | Olympic Real de Bangui | 3-1      | 0-1      |
| ASFA Yennenga     | 1-4   | Djoliba AC             | 1-3      | 0-1      |
| Majantja          | 2-11  | Kabwe Warriors         | 2-2      | 0-9      |
| Saint-George      | 4-2   | Jeenyo United FC       | 3-1      | 1-1      |
| TP Mazembe        | 3-1   | AS Police              | 2-0      | 1-1      |
| AS Saint Michel   | 2-1   | Young Africans         | 2-0      | 0-1      |
| Hafia FC          | 5-2   | ASFAN                  | 4-1      | 1-1      |
| ASFA Dakar        | 6-2   | AS Cotonou             | 3-0      | 3-2      |
| Hearts of Oak     | w/o   | Abaluhya United        | 1        |          |
| Al-Ahly (Tripoli) | w/o   | Al-Merrikh             | 2        |          |

1Abaluhya United  retirou-se.

2Al-Merrikh retirou-se.

## Segunda rodada
| Equipe 1         | Total         | Equipe 2          | 1.º jogo | 2.º jogo |
| ---------------- | ------------- | ----------------- | -------- | -------- |
| Dynamic Togolais | 4-5           | Aigle Nkongsamba  | 1-1      | 3-4      |
| Ismaily          | 2-2 (3-4 pen) | Al-Ahly (Tripoli) | 0-1      | 2-1      |
| Simba            | 5-1           | Saint-George      | 4-0      | 1-1      |
| Africa Sports    | 3-7           | Mazembe           | 1-2      | 2-5      |
| Kabwe Warriors   | 5-1           | AS Saint Michel   | 2-1      | 3-0      |
| Canon            | 4-6           | Hafia             | 3-2      | 1-4      |
| Dakar            | 2-2           | Djoliba           | 2-0      | 0-21     |
| Shooting Stars   | 1-3           | Hearts of Oak     | 1-0      | 0-3      |

1 Após o jogo ter terminado em 2-0 com o Djoliba AC , deixando o nível agregado em 2-2, o ASF Dakar se recusou a participar da disputa de pênaltis para protestar contra o árbitro; eles foram expulsos da competição e banidos das competições da CAF por três anos.

## Fase Final
|  | Quartas de final               | Quartas de final               | Quartas de final               | Quartas de final               |   |         | Semifinais | Semifinais | Semifinais | Semifinais |  |       | Final               | Final               | Final               | Final               |  |  |
|  | 17 de setembro e 22 de outubro | 17 de setembro e 22 de outubro | 17 de setembro e 22 de outubro | 17 de setembro e 22 de outubro |   |         |            |            |            |            |  |       | 10 e 22 de dezembro | 10 e 22 de dezembro | 10 e 22 de dezembro | 10 e 22 de dezembro |  |  |
|  |                                |                                |                                |                                |   |         |            |            |            |            |  |       |                     |                     |                     |                     |  |  |
|  | Mazembe                        | 4                              | 2                              | 6                              |   |         |            |            |            |            |  |       |                     |                     |                     |                     |  |  |
|  | Aigle                          | 1                              | 1                              | 2                              |   |         |            |            |            |            |  |       |                     |                     |                     |                     |  |  |
|  | Aigle                          | 1                              | 1                              | 2                              |   | Mazembe | 3          | 0          | 3          |            |  |       |                     |                     |                     |                     |  |  |
|  |                                |                                |                                |                                |   | Mazembe | 3          | 0          | 3          |            |  |       |                     |                     |                     |                     |  |  |
|  |                                | Hafia                          | 2                              | 2                              | 4 |         |            |            |            |            |  |       |                     |                     |                     |                     |  |  |
|  | Hafia                          | Hafia                          | 2                              | 2                              | 4 | 3       | 1          | 4          |            |            |  |       |                     |                     |                     |                     |  |  |
|  | Hafia                          |                                |                                |                                |   | 3       | 1          | 4          |            |            |  |       |                     |                     |                     |                     |  |  |
|  | Djoliba                        | 0                              | 2                              | 2                              |   |         |            |            |            |            |  |       |                     |                     |                     |                     |  |  |
|  | Djoliba                        | 0                              | 2                              | 2                              |   |         |            |            |            |            |  | Hafia | 4                   | 3                   | 7                   |                     |  |  |
|  |                                |                                |                                |                                |   |         |            |            |            |            |  | Hafia | 4                   | 3                   | 7                   |                     |  |  |
|  |                                | Simba                          | 2                              | 2                              | 4 |         |            |            |            |            |  |       |                     |                     |                     |                     |  |  |
|  | Simba                          | Simba                          | 2                              | 2                              | 4 | 1       | 3          | 4          |            |            |  |       |                     |                     |                     |                     |  |  |
|  | Simba                          |                                |                                |                                |   | 1       | 3          | 4          |            |            |  |       |                     |                     |                     |                     |  |  |
|  | Al Ahly                        | 1                              | 0                              | 1                              |   |         |            |            |            |            |  |       |                     |                     |                     |                     |  |  |
|  | Al Ahly                        | 1                              | 0                              | 1                              |   | Simba   | 1          | 1          | 2          |            |  |       |                     |                     |                     |                     |  |  |
|  |                                |                                |                                |                                |   | Simba   | 1          | 1          | 2          |            |  |       |                     |                     |                     |                     |  |  |
|  |                                | Hearts of Oak                  | 1                              | 0                              | 1 |         |            |            |            |            |  |       |                     |                     |                     |                     |  |  |
|  | Kabwe Warriors                 | Hearts of Oak                  | 1                              | 0                              | 1 | 2       | 1          | 3          |            |            |  |       |                     |                     |                     |                     |  |  |
|  | Kabwe Warriors                 |                                |                                |                                |   | 2       | 1          | 3          |            |            |  |       |                     |                     |                     |                     |  |  |
|  | Hearts of Oak                  | 7                              | 2                              | 9                              |   |         |            |            |            |            |  |       |                     |                     |                     |                     |  |  |

## Campeão
| Liga dos Campeões da CAF 1972 Campeão |
| ------------------------------------- |
| Guiné                                 |
| Hafia FC Primeiro Titúlo              |